# Agave vivipara

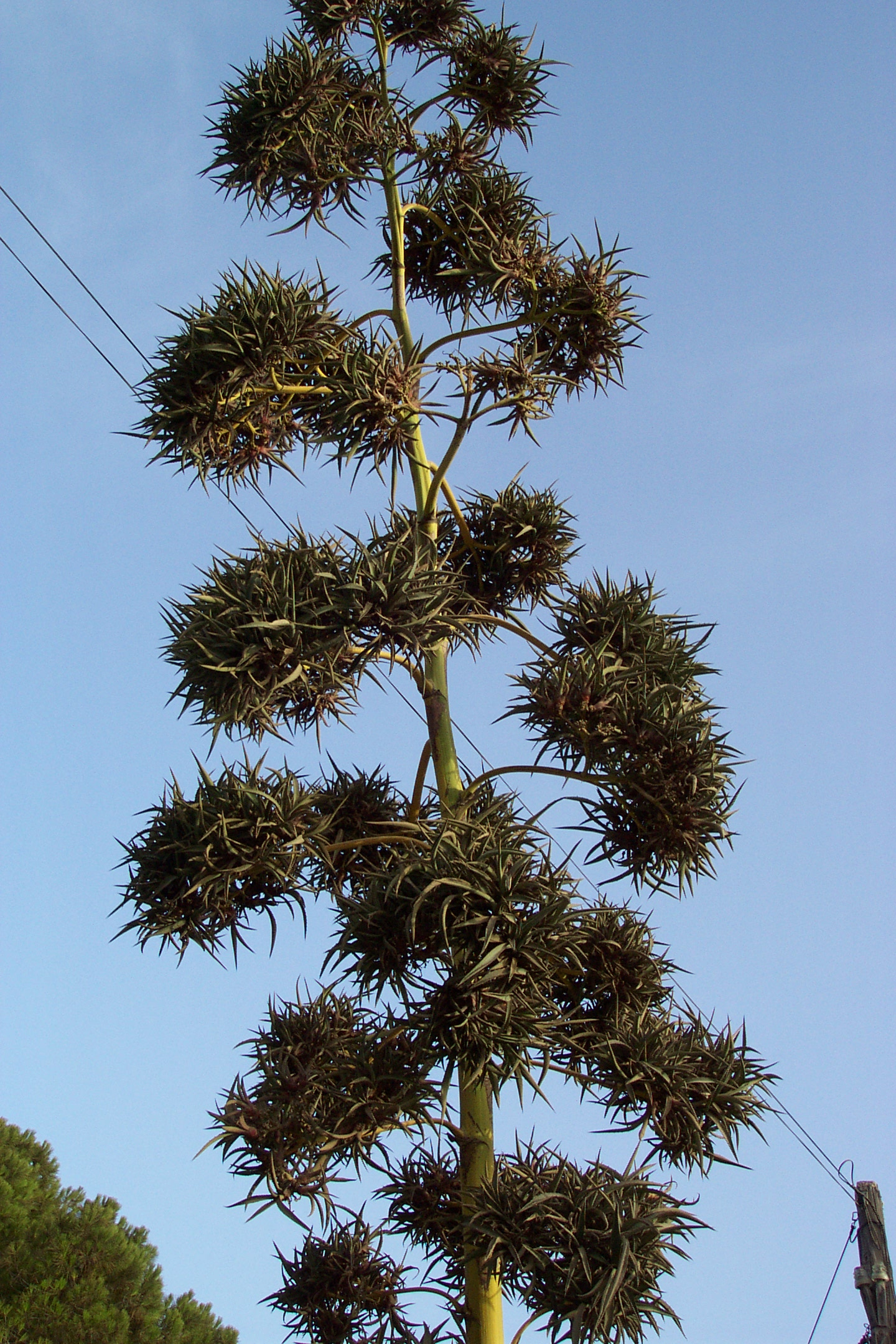
Blütenstand mit Viviparie (gekeimten Jungpflanzen)

Agave vivipara ist eine Pflanzenart aus der Gattung der Agaven (Agave). Sie ist die am weitesten verbreitete Art der Unterfamilie der Agavengewächse (Agavoideae).

## Beschreibung
Agave vivipara wächst fast stammlos oder mit Stämmen von 20 bis 60 (selten 90) Zentimetern Länge und bildet radiär ausgebreitete Rosetten mit Ausläufern. Die meist starren, hart fleischigen, faserigen, aufsteigenden bis horizontalen Laubblätter sind linealisch bis (sehr breit) lanzettlich. Sie sind an der Basis verschmälert und verdickt. Die hellgrünen bis grau bereiften Blätter sind 60 bis 120 (selten nur 40) Zentimeter lang und 3,5 bis 10 (selten bis zu 20) Zentimeter breit. Der Blattrand ist gerade bis wellig und manchmal dünn knorpelig. An ihm befinden sich meist rötlich braune oder dunkelbraune Randzähne von 3 bis 5 Millimeter Länge (nur selten länger). Der etwas gebogene, konische bis pfriemliche Enddorn ist auf der Oberseite flach bis seicht gefurcht und meist 1,5 bis 3,5 Zentimeter lang. Er ist anfangs dunkelbraun und vergraut im Alter.
Der etwa 3 bis 5 Meter hohe Blütenstand ist rispig und offen. Seine 10 bis 20 horizontal ausgebreiteten bis aufsteigenden Teilblütenstände tragen manchmal Bulbillen. Die Einzelblüten sind 50 bis 65 Millimeter (nur selten ab 40 Millimeter) lang. Ihre Tepalen sind grün bis gelb und verwelken schnell. Sie besitzen ungleiche Zipfel von 18 bis 24 Millimeter (selten ab 15 Millimeter) Länge. Die Blütenröhre ist 8 bis 16 Millimeter (selten ab 4 Millimeter) lang.
Die Chromosomenzahl ist 2n = 60, 120, 180.

## Systematik und Verbreitung
Agave vivipara ist Mexiko, Belize, Costa Rica, Honduras, Nicaragua, El Salvador und Panama in Höhenlagen von bis zu 1500 Metern (nur selten darüber) verbreitet. In Südafrika ist sie verwildert.
Die Erstbeschreibung wurde 1753 von Carl von Linné in Species Plantarum veröffentlicht. Es werden folgende Varietäten unterschieden:
- Agave vivipara var. vivipara
- Agave vivipara var. deweyana
- Agave vivipara var. letonae
- Agave vivipara var. nivea
- Agave vivipara var. sargentii

Aufgrund ihrer weiten Verbreitung und ihrer Variabilität existieren zahlreiche Synonyme. Eines der heterotypischen Synonyme ist Aloe vivipara L. (1754).

## Nachweise